# Günther Mönch
Günther Christian Mönch (* 9. Januar 1902 in Berlin-Charlottenburg; † 8. Mai 1988 in Hamburg) war ein deutscher Physiker.

## Leben
Mönch war ein Kaufmannssohn und studierte ab 1922 Physik, Chemie, Mathematik und Philosophie an der Universität Berlin, wo er 1928 bei Peter Pringsheim promoviert mit einer Dissertation über das Kontaktpotential zwischen Metallen im Vakuum. Danach war er Assistent bei Bernhard Gudden an der Universität Erlangen, wo er sich mit Halbleitern befasste und 1934 habilitierte (Voltaspannung, Austrittsarbeit und Thermospannung). Von 1936 bis 1941 war er an der Physikalisch-Technischen Reichsanstalt in Berlin und lehrte außerdem ab 1939 als Dozent an der TH Berlin-Charlottenburg.
An der Reichsanstalt arbeitete er über Längenmessung mit Lichtinterferenz und einer Festlegung des Meters mit dieser Methode als Vielfaches der Wellenlänge einer Emissionslinie von Cadmium (mit Wilhelm Kösters). Die Festlegung mit dieser Methode war ab 1927 von der internationalen Einheitenkommission zugelassen worden und bestand bis 1983 (danach wurde es als Länge definiert, die Licht in einer bestimmten Zeitspanne zurücklegt), wobei ab 1960 eine Wellenlänge des Kryptons genommen wurde.
1941 wurde er Dozent für angewandte und technische Physik an der Universität Königsberg und 1942 außerplanmäßiger Professor. 1945 wurde er Professor an der Universität Halle und Direktor des neu gegründeten zweiten Physikalischen Instituts für angewandte Physik. Hier befasste er sich besonders mit Halbleiterphysik und Hochvakuumtechnik.
1958 wurde Günther Mönch zum Mitglied der Leopoldina gewählt.

## Schriften
- Vakuumtechnik im Laboratorium, Weimar: Verlag Glas und Apparat R. Wagner Sohn, 1937, 2. Auflage 1950 (bei Lang in Pössneck) als: Hochvakuumtechnik
- Halbleiter, ihre Herstellung im Labor sowie natürliche Formen und Vorkommen, 1953
- Dünne Schichten, ihre Herstellung und Messung, 1953
- Längenmessung und Brechzahlbestimmung mit Lichtinterferenzen, Leipzig: Fachbuchverlag, 1954, 2. Auflage, Teubner 1966 als: Interferenzlängenmessung und Brechzahlbestimmung
- Neues und Bewährtes aus der Hochvakuumtechnik, VEB Verlag Technik 1959